# Frank Faylen
Frank Faylen, född 8 december 1905 i Saint Louis i Missouri, död 2 augusti 1985 i Burbank i Kalifornien, var en amerikansk skådespelare.
Faylen började filma 1936 och gjorde fram till 1945 obetydliga småroller, oftast rena statistroller. 1946 började han få större roller i filmer som Livet är underbart och Förspillda dagar. Han blev sedan en flitigt anlitad birollsaktör i varierande roller. Från 1959-1963 hade han en fast roll i tv-serien The Many Loves of Dobie Gillis.
Frank Faylen har en stjärna på Hollywood Walk of Fame för television vid adressen 6201 Hollywood Blvd.

## Filmografi
- 1940 – Vredens druvor
- 1940 – Min man har en väninna
- 1941 – Inte ikväll, min vän!
- 1944 – Spöket på Canterville
- 1946 – Livet är underbart
- 1946 – Förspillda dagar
- 1946 – Blå dahlian
- 1946 – Kärlek som aldrig dör
- 1947 – Sensationernas kvinna
- 1947 – Trassel med fruntimmer
- 1947 – Två glada sjömän i Rio
- 1948 – Viskande Smith
- 1948 – Blod på månen
- 1951 – Polisstation 21
- 1951 – 14 timmar
- 1952 – Prickskytten
- 1954 – Röda strumpeband
- 1954 – Revolt i cellblock 11
- 1957 – Sheriffen i Dodge City
- 1959–1963 – The Many Loves of Dobie Gillis (TV-serie)
- 1968 – Funny Girl